# Sigy-en-Bray
Sigy-en-Bray település Franciaországban, Seine-Maritime megyében. Lakosainak száma 487 fő (2022. január 1.). Sigy-en-Bray Argueil, Bois-Guilbert, Bois-Héroult, Bosc-Édeline, La Chapelle-Saint-Ouen, La Ferté-Saint-Samson, La Hallotière, Le Mesnil-Lieubray, Nolléval, Rouvray-Catillon és Morville-le-Héron községekkel határos.

## Népesség
A település népessége az elmúlt években az alábbi módon változott:
| Lakosok száma | 738  | 520  | 535  | 515  | 505  | 496  | 494  | 488  | 487  |
|               | 2013 | 2015 | 2016 | 2017 | 2018 | 2019 | 2020 | 2021 | 2022 |